# Kamienica przy ulicy Kurzy Targ 6 we Wrocławiu
Kamienica przy ulicy Kurzy Targ 6 – dawna kamienica znajdująca się na ulicy Kurzy Targ we Wrocławiu.

## Historia i architektura kamienicy

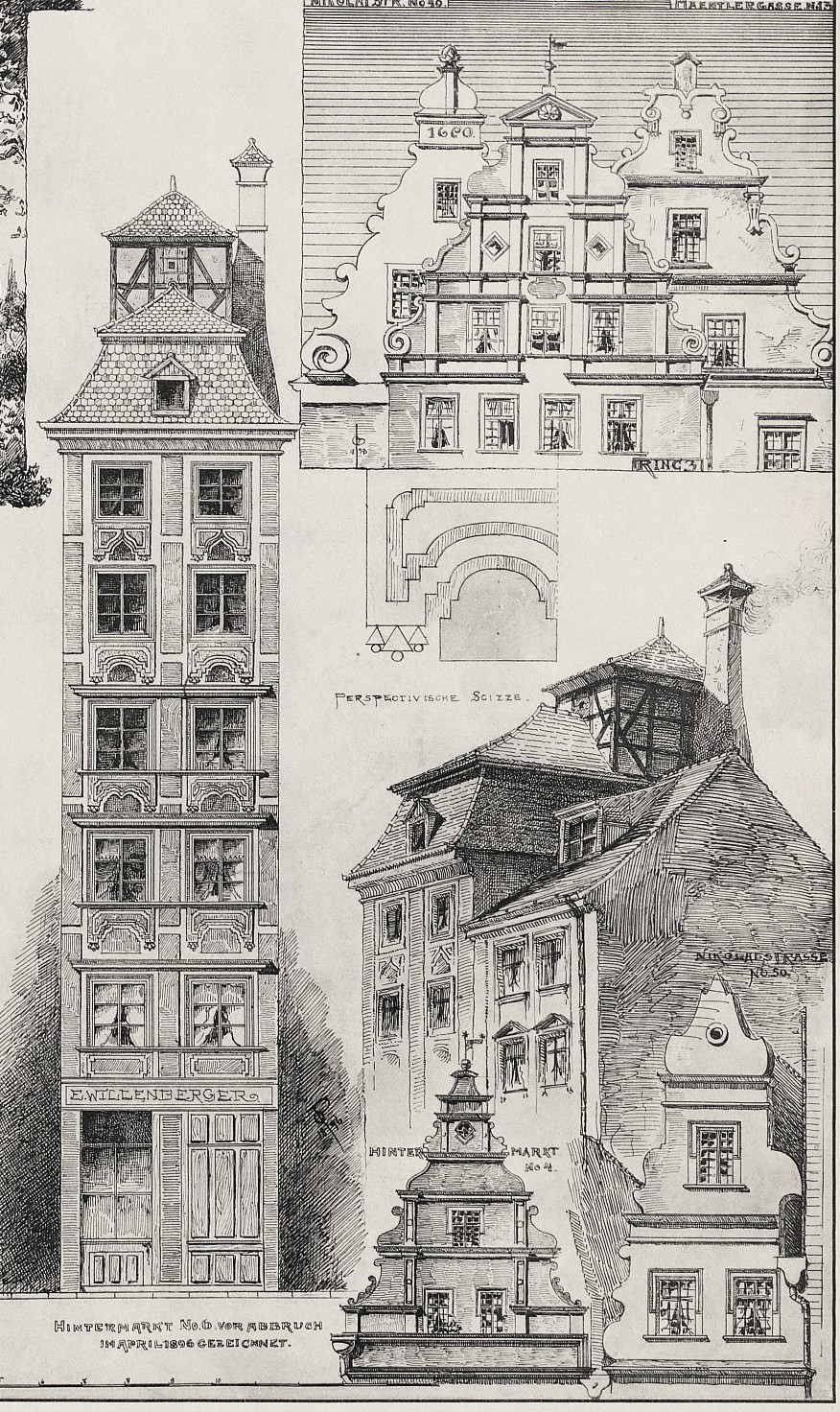
Widok kamienicy na grafice Profsta. Kamienica widoczna od frontu oraz (po prawej stronie) widoczna z boku wraz z przylegającej do niej kamienicy nr 5

Istniejąca do 1896 roku, wąska, dwuosiowa, 7-kondygnacyjna kamienica o średniowiecznym rodowodzie nakryta była mansardowym dachem. Miała późnobarokową fasadę ozdobioną elementami kampanuli. Pod oknami trzeciej, czwartej i piątej kondygnacji znajdowały się fartuszki podokienne ukształtowane na kształt łuków koszowych, dwuramiennych i w ośli grzbiet. W tylnej części budynku, za frontowym dachem umieszczona była kwadratowa wieżyczka wykonana z muru pruskiego pokryta szpiczastym dachem. Kamienica kształtem nawiązywała do innych wrocławskich wież mieszkalnych znajdujących się na przeciwległej pierzei. Pod koniec XIX wieku na parterze nad wejściem znajdował się szyld z napisem "E. WILLENBERGER". Wygląd kamienicy został utrwalony na rysunku wykonanym przez niemieckiego grafika Ottona Probsta w latach 1896–1898.    
W 1896 roku kamienica, wraz dwoma innymi kamienicami nr 7 i 8, została wyburzona, a w ich miejsce wzniesiono czterokondygnacyjną, pięcioosiową kamienicę pokrytą trzykondygnacyjnym wykuszem utrzymanym w stylu późnego francuskiego renesansu z charakterystyczną wieżyczką. Nowy budynek połączono klatką schodową z kamienicą Rynek 33.